# Jan Sleszyński
Jan Sleszyński (Śleszyński; także Ivan) (ur. 23 lipca 1854 w Łysiance, zm. 9 marca 1931 w Krakowie) – polski matematyk, przedstawiciel krakowskiej szkoły matematycznej. Od 1921 członek korespondent Polskiej Akademii Umiejętności.

## Życiorys
Uczęszczał do gimnazjów w  Kiszyniowie i Odessie, kończąc to drugie z wyróżnieniem w 1871. W tym samym roku rozpoczął studia matematyczne i w 1875 uzyskał stopień kandydata, wraz ze złotym medalem. Zdał również egzamin nauczycielski i nauczał matematyki w gimnazjach Odessy i Kijowa.
Po uzyskaniu tytułu magistra (1880) wyjechał jako stypendysta rządu rosyjskiego do Berlina, gdzie przygotowywał rozprawę o rachunku wariancyjnym. Po powrocie do Odessy był wykładowcą algebry, teorii grup, teorii liczb, rachunku wariancyjnego i teorii funkcji analitycznych. Od lutego 1893 doktor nauk matematycznych. Od października 1893 profesor nadzwyczajny. W 1898 uzyskał tytuł profesora zwyczajnego, w 1909 przeszedł na emeryturę na Uniwersytecie Odeskim. Od 1911 wykładał na Uniwersytecie Jagiellońskim, gdzie wykładał algebrę wyższą, rachunki prawdopodobieństwa i rachunek różniczkowy, teorie liczb, funkcji analitycznych i wyznaczników oraz wstępy do analizy i do metodologii matematyki. W 1924 przeszedł na emeryturę.
Żonaty z Heleną z Augustynowiczów (1857–1929), z którą miał córkę Halinę Krahelską oraz synów Józefa i Witolda.
Pochowany na cmentarzu Rakowickim (kwatera PAS 66-wsch-21).

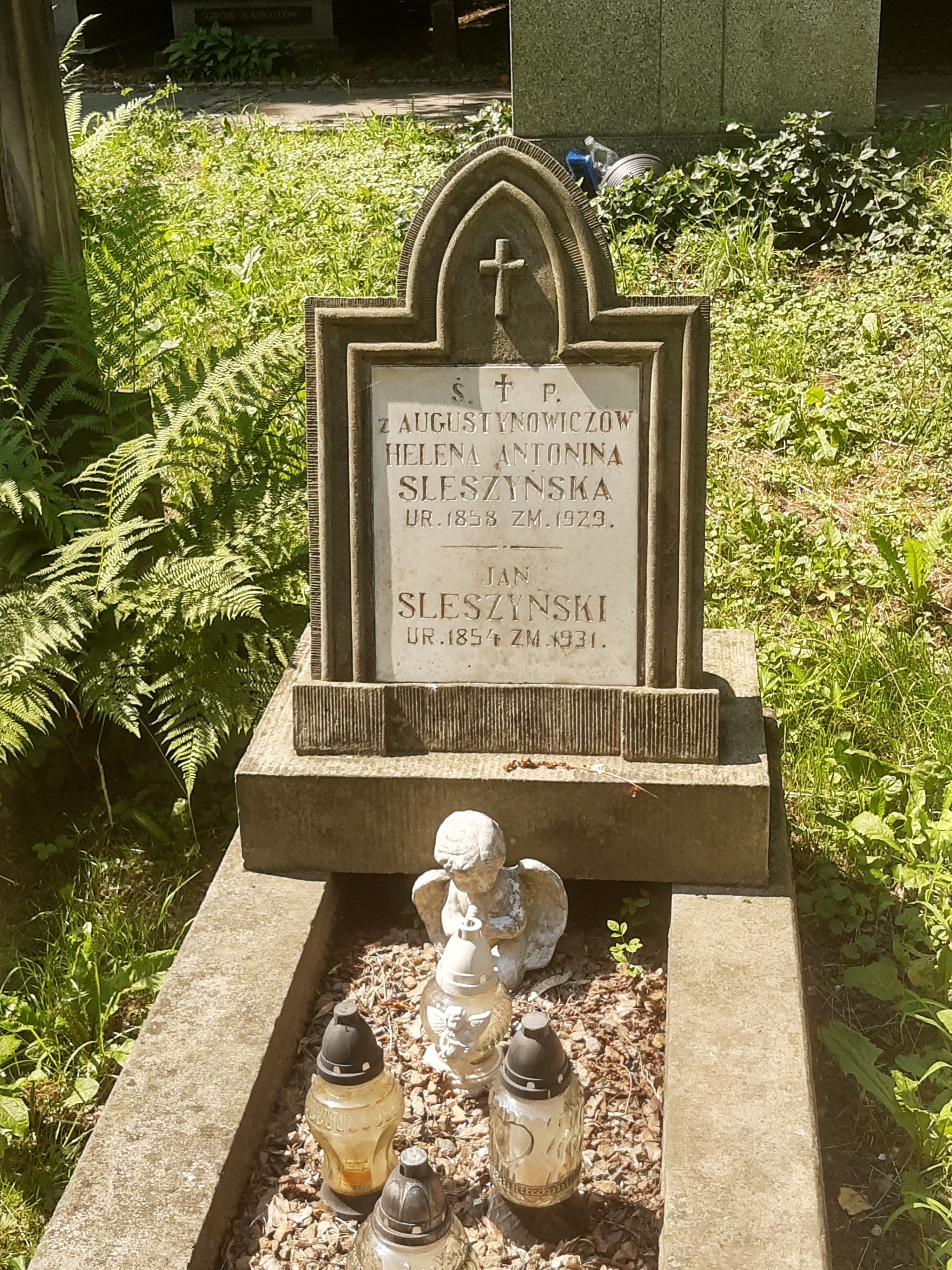
Grób Jana Sleszyńskiego na cmentarzu Rakowickim

## Zainteresowania naukowe
W okresie odeskim koncentrował się na teorii liczb, logice matematycznej, w Krakowie była to przede wszystkim  logika matematyczna, w szczególności rachunek zdań.

## Publikacje naukowe
- K teorii sposoba najmenšich kvadratov (Odessa 1892)
- O logice tradycyjnej (Kraków 1921)
- Teoria dowodu (Kraków 1925–1929)